# 普洛斯卡 (魯任區)
49°44′15″N 29°17′42″E / 49.73750°N 29.29500°E
普洛斯卡（烏克蘭語：Плоска）是位於烏克蘭北部日托米爾州裏別爾季切夫區的村莊，始建於1611年，面積1.69平方公里，海拔高度208米，2001年人口562，人口密度每平方公里331.96人。